# Swedavia
Swedavia er en svensk statsejet virksomhed, der ejer og driver 10 hovedlufthavne i Sverige. Hovedkontoret er beliggende på Stockholm-Arlanda Lufthavns område, i Sigtuna Kommune, omkring 40 kilometer nord for Stockholm.

## Historie
Selskabet blev etableret den 1. april 2010 hvor det overtog driften af 14 lufthavne, efter at Luftfartsverket (LFV) var blevet splittet op i to dele. Swedavia overtog driften af lufthavnene, imens LFV fik ansvaret for flyvekontroltjenesten. Kort tid efter overgik tre af de mindre lufthavne til kommunalt styre, efter en beslutning fra Riksdagen i efteråret 2009. Sundsvall-Härnösand Airport overgik til kommunalt styre i juni 2013, og skiftede samtidigt navn til Sundsvall-Timrå Airport.

## Lufthavne
Swedavia ejer og driver følgende 10 lufthavne:
| - Åre Östersund Airport - Gothenburg-Landvetter Airport - Kiruna Airport - Luleå Airport - Malmö Airport | - Ronneby Airport - Stockholm-Arlanda Airport - Stockholm-Bromma Airport - Umeå Airport - Visby Airport |  |

### Tidligere drift
Värmlands län overtog 1. december 2010 driften af Karlstad Airport. I marts 2011 var det Ängelholm-Helsingborg Airport og Örnsköldsvik Airport der skiftede ejer til henholdsvis Region Skåne Nordväst og Örnsköldsvik Kommune.